# Município de Čučer-Sandevo
Čučer-Sandevo é um município localizado na Macedônia do Norte, sendo também o nome homônimo para a cidade onde a sede municipal está situada. De acordo com o último censo nacional macedônio realizado em 2002, o município tinha 8 493 habitantes.